# Cladocolea lenticellata
Cladocolea lenticellata là một loài thực vật có hoa trong họ Loranthaceae. Loài này được (Diels) Kuijt mô tả khoa học đầu tiên năm 1980.